# بتلهم (پنسیلوانیا)
بتلهم (به انگلیسی: Bethlehem) شهری در ایالت پنسیلوانیا کشور ایالات متحده آمریکا است که جمعیت آن در سرشماری سال ۲۰۱۰ میلادی، ۷۴٬۹۸۲ نفر بوده‌است.